# Mira Lobe
Mira Lobe (Görlitz, 17 settembre 1913 – Vienna, 6 febbraio 1995) è stata una scrittrice austriaca di romanzi per bambini.

## Biografia
Nata Hilde Mirjam Rosenthal, era figlia di mercanti ebrei. Dopo il liceo, a causa del crescente antisemitismo, dovette rinunciare al desiderio di studiare 
tedesco e storia dell'arte. Frequentò una scuola di moda a Berlino e nel 1936 emigrò in Palestina dove lavorò come collaboratrice domestica, sarta e rilegatrice. Nel 1940 sposò Friedrich Lobe (1889-1958), attore e regista tedesco, con cui ebbe due figli: Claudia (1943) e Reinhardt (1947). Nei primi anni '40 iniziò a scrivere racconti per bambini e nel 1948 pubblicò a Tel Aviv il suo primo libro intitolato Insu-Pu, scritto in ebraico.
Nel 1951 si trasferì con la famiglia a Vienna e si unì al KPÖ in cui rimase fino al 1956. Qui lavorò come consulente editoriale per la Globus-Verlag, casa editrice del KPÖ, e scrisse numerosi articoli e racconti per la Unsere Zeitung, rivista austriaca per bambini e ragazzi, pubblicata dal 1946 al 1960.
Nel 1958 ricevette il primo riconoscimento, ovvero il premio nazionale austriaco per la letteratura per ragazzi per il libro Titi im Urwald. Dal 1958 i libri di Mira Lobe sono stati pubblicati principalmente dalla Jungbrunnen, casa editrice vicina al SPÖ e fondata nel 1923 dall'associazione "Amici dei bambini". La maggior parte dei suoi libri sono stati illustrati da Susi Weigel, con cui ha continuato a lavorare nei decenni successivi.
Nel 1985 scrisse la sceneggiatura della serie televisiva britannica Children's Island, diretta da Nathaniel Gutman, ispirata al suo primo libro Insu-Pu. La serie venne trasmessa dalla BBC su BBC One e in Germania su ProSieben e TV München.

## Premi e riconoscimenti
Nel corso della sua carriera, Lobe ha vinto numerosi premi, tra cui il premio nazionale austriaco per la letteratura per ragazzi nel 1958 e nel 1965 e il premio Città di Vienna nel 1961, 1965, 1968 e 1970. Nel 1964 venne candidata a partecipare al Premio Hans Christian Andersen.
A Mira Lobe sono intitolati una scuola musicale, la Mira Lobe Weg di Vienna, una sprachheilschule (scuola di logopedia) a Eppertshausen e una scuola a Dortmund.
In occasione della ricorrenza dei cento anni dalla sua nascita, nel 2014 al Vienna Museum è stata realizzata l'esposizione Ich bin ich – Mira Lobe und Susi Weigel. Questa mostra venne riproposta al Vorarlberg museum di Bregenz dal 28 novembre 2015 al 1 maggio 2016.
Dal 2002 il Ministero dell'istruzione austriaco assegna, con cadenza annuale, la borsa di studio per la letteratura "Mira Lobe".

## Opere
- Insu-Pu, die Insel der verlorenen Kinder, 1951
- Anni und der Film, 1952
- Ohne Hanni geht es nicht, 1952
- Der Tiergarten reißt aus, 1953
- Der Bärenbund, 1954
- Hänschen klein ..., 1954
- Der Anderl. Der Speckbacher-Bub erzählt vom Tiroler Freiheitskampf 1809, 1955
- Ich frag dich was, Herr Doktor ..., 1956
- Flitz, der rote Blitz, 1956
- Bärli Hupf. Die ganz unglaubliche Geschichte von einem Teddybären und seinem Freund Kasperl, 1957
- Die Bondi-Mädels, 1957
- Titi im Urwald, 1957
- Ich wünsch mir einen Bruder, 1958
- Die Geschichte von Tapps, 1958
- Die vorwitzigen Schwestern, 1959
- Ich und du in Stadt und Land, 1959
- Rätsel um Susanne, 1960
- Wohin mit Susu? 1960
- Das 5. Entlein, 1961
- Hannes und sein Bumpam, 1961
- König Tunix, 1962
- Das große Rennen in Murmelbach, 1963
- Bimbulli, 1964
- Meister Thomas in St. Wolfgang, 1965
- Laßt euch 3 Geschichten erzählen, 1965
- Die Omama im Apfelbaum, 1965
- Das große Rentier und zwei andere Geschichten, 1966
- Pepi und Pipa, 1966
- Martina, der reifende Engel, 1966
- Meine kleine Welt, 1966
- Eli Elefant, 1967
- Das blaue Känguruh, 1968
- Bärli hupft weiter und mit ihm Kasperl und Nunuk, das Eisbärenkind, 1968
- Der kleine Drache Fridolin, 1969
- Maxi will nicht schlafen gehen, 1969
- Schatten im Auwald, 1970
- Das Städtchen Drumherum, 1970
- Denk mal Blümlein, 1971
- Das kleine Ich-bin-ich, 1972
- Katzenzirkus, 1973
- Willi Millimandl und der Riese Bumbum, 1973
- Kein Sterntaler für Monika, 1973
- Nikonorr, der Winterzauberer, 1974
- Der tapfere Martin, 1974
- Die Räuberbraut, 1974
- Das Zauberzimmer, 1974
- Komm, sagte die Katze, 1974
- Ingo und Drago, 1975
- Der ist ganz anders als ihr glaubt, 1976
- Komm, sagte der Esel, 1976
- Ein Vogel wollte Hochzeit machen, 1977
- Dann rufen alle Hoppelpopp, 1977
- Die Zaubermasche – Das Schloßgespenst, 1977
- Die Maus will raus, 1977
- Guten Abend, kleiner Mann, 1977
- Daniel und die Schlafhaubenlernmaschine, 1978
- Pfui, Ponnipott!, 1978
- Morgen komme ich in die Schule, 1979
- Rote Kirschen eß ich gern, 1979
- Hokuspokus in der Nacht, 1979
- Moritz Huna, Nasenriecher, 1980
- Der Apfelbaum, 1980
- Es ging ein Schneemann durch das Land, 1980
- Valerie und die Gute-Nacht-Schaukel, 1981
- Der Tiergarten reißt aus, 1981
- Der kleine Troll und der große Zottel Tiny, 1981
- Bäbu – Der Bärenbund, 1982, überarbeitete Neuauflage von Der Bärenbund, 1954
- Ein Pilzkorb ist kein Regenschirm, 1983
- Das quiek-fidele Borstentier, 1983
- Schau genau, wo ist die Frau, 1983
- Der Dackelmann hat recht, 1983
- Christoph will ein Fest, 1984
- Ein Haustier für Frau Pfefferkorn, 1984
- Ein Hobby für Frau Pfefferkorn, 1984
- Leb wohl, Fritz Frosch, 1985
- Das Waldkind, 1985
- Die Yayas in der Wüste, 1986
- Schweinchen Knut mit dem Hut, 1986
- Lollo, 1987
- Das Schloßgespenst, 1987
- Die Zauberschleife, 1987
- Das kleine Hokuspokus, 1988
- Käptn Reh auf hoher See, 1989
- Die Sache mit dem Heinrich, 1989
- Ein Schnabel voll für Hoppala, 1989
- Besser der Ball als du, 1989
- Hokuspokus in der Nacht, 1990
- Pitt will nicht mehr Pitt sein, 1990
- Wirle Wurle Wasserkind, 1990
- Der entführte Fridolin und andere Geschichten mit Anja und Niko, 1991
- Das fliegt und flattert – das knistert und knattert Michi fliegt um die Welt, 1991
- Dobbi Dingsda fängt ein Monster, 1992